# گفتم غم تو دارم گفتا غمت سرآید
غزلی با مطلع «گفتم غم تو دارم گفتا غمت سرآید»، غزل شمارهٔ ۲۳۱ از دیوانِ حافظ در تصحیحِ محمد قزوینی و قاسم غنی است.

## در اجراها
محمود خوانساری در برنامهٔ شمارهٔ ۱۳۲ از مجموعهٔ گل‌های تازه این غزل را به همراه غزل در همه دیر مغان نیست چون من شیدایی در آوازِ ابوعطا اجرا کرده‌است. 
همچنین اکبر گلپایگانی در برنامهٔ شمارهٔ ۴۴۱ از مجموعهٔ گل‌های رنگارنگ این غزل را در آوازِ دشتی اجرا کرده‌است.